# Ecoporanga (ort)
Ecoporanga är en ort i Brasilien.   Den ligger i kommunen Ecoporanga och delstaten Espírito Santo, i den sydöstra delen av landet, 800 km öster om huvudstaden Brasília. Ecoporanga ligger 230 meter över havet och antalet invånare är 13 774.
Terrängen runt Ecoporanga är kuperad västerut, men österut är den platt.
Omgivningarna runt Ecoporanga är huvudsakligen savann. Runt Ecoporanga är det mycket glesbefolkat, med 6 invånare per kvadratkilometer.